# Tapetum lucidum

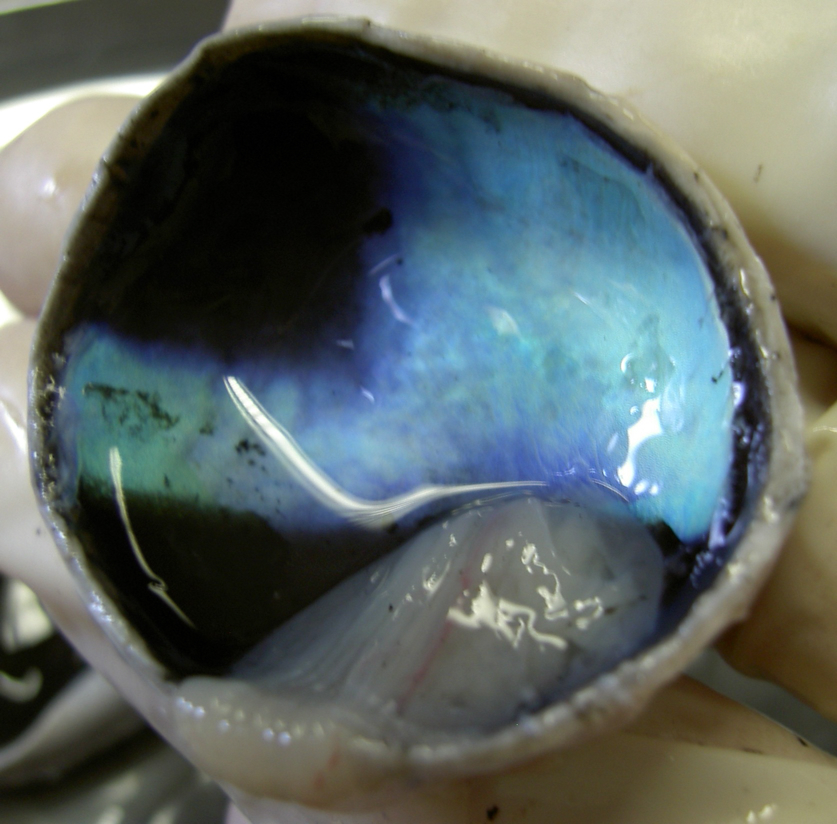
Tapetum lucidum in un occhio di vitello.

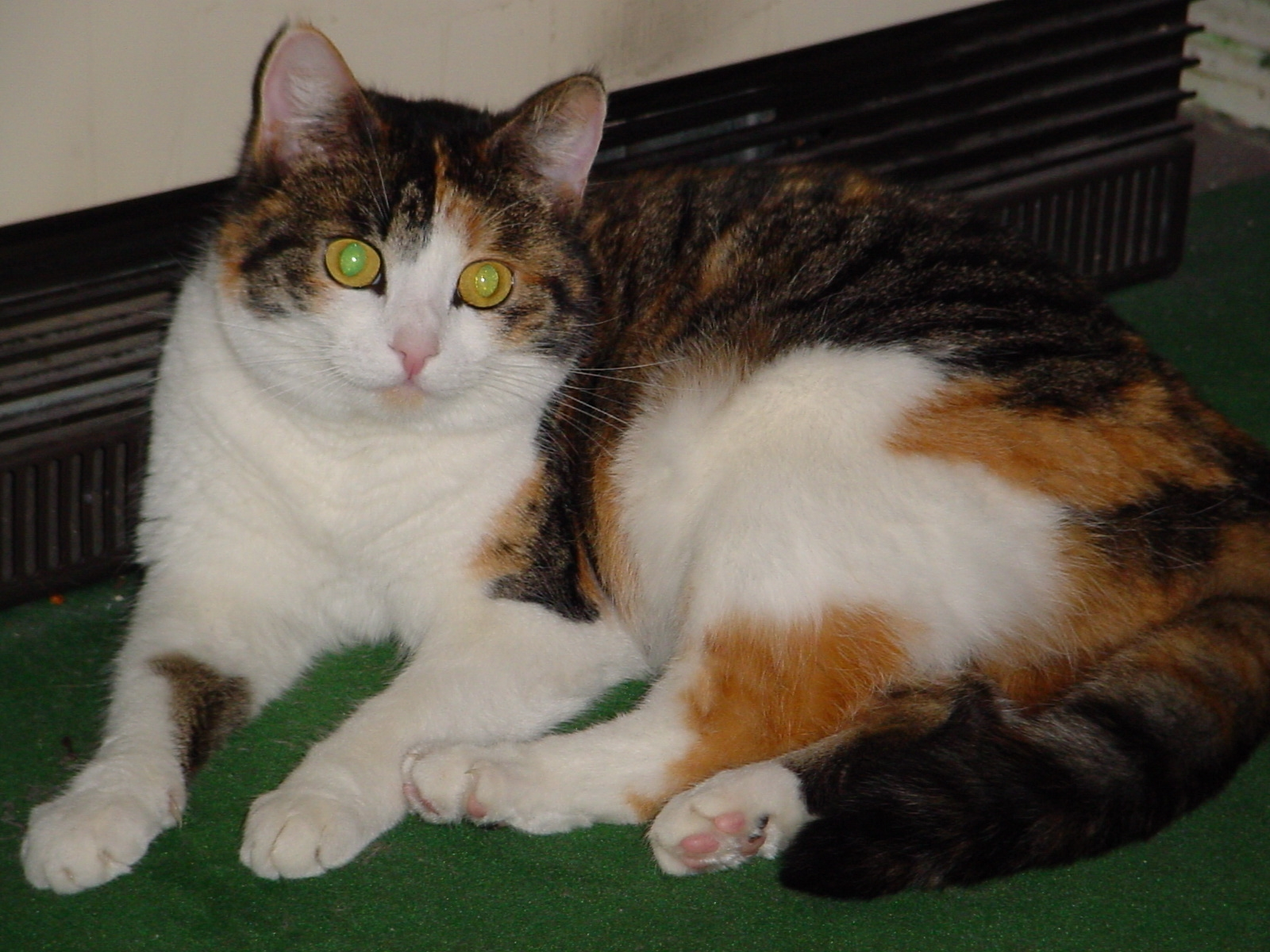
Riflessi verdi nelle pupille di un gatto, dovuti al tapetum lucidum.

Il Tapetum lucidum (dal latino "tappeto lucido") è uno strato riflettente posto subito dietro, e talvolta all'interno della retina degli occhi di molti vertebrati.
Ha il compito di riflettere la luce verso la retina, aumentando la quantità di luce che può essere catturata dalla retina stessa. Questo aumenta la capacità visiva in condizioni di bassa luminosità.
Si trova principalmente negli animali notturni con una buona visione al buio come i gatti.
È presente, tra gli altri, in molte specie di ragni, lemuri, squali, carnivori, nel tursiope, nel gufo dagli occhiali, nei felini, nei Canidi e nei Cervidi.
I primati aplorrini, inclusi gli esseri umani, sono caratterizzati da attività prevalentemente diurna e sono privi del tapetum lucidum. La sola eccezione nota è il genere di scimmie tropicali Aotus, nelle quali è presente un tapetum lucidum costituito da fibrille di collagene, privo però dei cristalli di riboflavina presenti invece negli occhi dei primati notturni Strepsirrhini.

## Meccanismo di funzionamento
Il tapetum lucidum, che è iridescente, riflette la luce secondo i principi dell'interferenza osservata nei film sottili.
È assimilabile a un catarifrangente a sfere trasparenti, che riflette la luce direttamente lungo la direzione di provenienza creando un'interferenza costruttiva con la luce incidente che va ad aumentare la quantità totale di luce che attraversa la retina senza perdere in definizione e contrasto. Nel gatto, il tapetum lucidum abbassa la soglia della visione a una quantità di luce sei volte inferiore a quella necessaria a un occhio umano. Il tapetum lucidum è particolarmente importante nei carnivori notturni (come i felini, i canidi, le iene, le genette, i mustelidi e i procioni) perché permette loro di localizzare le prede nel buio senza farsi notare da esse.

## Varianti
Sono note quattro varianti anatomiche del tapetum lucidum:
- Retinale, osservato nei teleostei, nei coccodrilli, nei marsupiali e in alcuni pipistrelli. Il tapetum lucidum è incluso nella retina; negli altri tre tipi, il tapetum è esterno e posteriore alla retina.
- Di guanina coroidale, osservato negli elasmobranchii (squali, razze) e nelle chimere.[4] Il tapetum è una schiera di cellule che contengono pile di cristalli esagonali di guanina.[2]
- Di cellulosa coroidale, osservato nei carnivori, nei roditori e nei cetacei. Il tapetum consiste di strati di cellule che contengono cristalli altamente riflettenti, diversi da specie a specie per forma e composizione.
- Fibroso coroidale, osservato nelle mucche, nelle pecore, nelle capre e nei cavalli. Il tapetum è una schiera di fibre extracellulari.